# Diócesis de Geraldton
La diócesis de Geraldton (en latín: Dioecesis Geraldtonensis y en inglés: Roman Catholic Diocese of Geraldton) es una circunscripción eclesiástica de la Iglesia católica en Australia. Se trata de una diócesis latina, sufragánea de la arquidiócesis de Perth. Desde el 15 de mayo de 2017 su obispo es Michael Henry Morrissey.

## Territorio y organización
La diócesis tiene 1 138 310 km² y extiende su jurisdicción sobre los fieles católicos de rito latino residentes en la parte central del estado de Australia Occidental.
La sede de la diócesis se encuentra en la ciudad de Geraldton, en donde se halla la Catedral de San Francisco Javier.
En 2023 en la diócesis existían 16 parroquias.

## Historia
La diócesis fue erigida el 30 de enero de 1898 mediante el breve Cum ex apostolico del papa León XIII, obteniendo el territorio de la arquidiócesis de Perth.

## Estadísticas
Según el Anuario Pontificio 2024 la diócesis tenía a fines de 2023 un total de 28 040 fieles bautizados.
| Año                                                                             | Población            | Población | Población      | Sacerdotes | Sacerdotes    | Sacerdotes    | Bautizados por sacerdote | Diáconos permanentes | Religiosos | Religiosos | Parroquias |
| Año                                                                             | Bautizados católicos | Total     | % de católicos | Total      | Clero secular | Clero regular | Bautizados por sacerdote | Diáconos permanentes | Varones    | Mujeres    | Parroquias |
| ------------------------------------------------------------------------------- | -------------------- | --------- | -------------- | ---------- | ------------- | ------------- | ------------------------ | -------------------- | ---------- | ---------- | ---------- |
| 1950                                                                            | 8000                 | 25 000    | 32.0           | 17         | 15            | 2             | 470                      |                      | 18         | 126        | 14         |
| 1966                                                                            | 11 683               | 46 000    | 25.4           | 17         | 16            | 1             | 687                      |                      | 24         | 120        | 14         |
| 1970                                                                            | 11 800               | 52 000    | 22.7           | 22         | 20            | 2             | 536                      |                      | 30         | 108        | 15         |
| 1980                                                                            | 20 376               | 78 900    | 25.8           | 22         | 21            | 1             | 926                      |                      | 17         | 67         | 18         |
| 1990                                                                            | 26 600               | 116 900   | 22.8           | 27         | 15            | 12            | 985                      |                      | 23         | 53         | 20         |
| 1999                                                                            | 26 638               | 115 144   | 23.1           | 27         | 12            | 15            | 986                      |                      | 27         | 49         | 15         |
| 2000                                                                            | 26 638               | 115 144   | 23.1           | 26         | 12            | 14            | 1024                     |                      | 24         | 43         | 15         |
| 2001                                                                            | 26 638               | 115 144   | 23.1           | 24         | 12            | 12            | 1109                     | 2                    | 22         | 43         | 12         |
| 2002                                                                            | 26 638               | 115 144   | 23.1           | 25         | 13            | 12            | 1065                     |                      | 22         | 42         | 12         |
| 2003                                                                            | 26 638               | 115 144   | 23.1           | 20         | 11            | 9             | 1331                     |                      | 19         | 41         | 12         |
| 2004                                                                            | 27 135               | 114 662   | 23.7           | 19         | 10            | 9             | 1428                     |                      | 20         | 40         | 12         |
| 2006                                                                            | 27 135               | 114 662   | 23.7           | 19         | 11            | 8             | 1428                     |                      | 19         | 36         | 12         |
| 2013                                                                            | 29 317               | 126 536   | 23.2           | 17         | 11            | 6             | 1724                     |                      | 10         | 26         | 16         |
| 2016                                                                            | 29 768               | 132 813   | 22.4           | 20         | 12            | 8             | 1488                     |                      | 11         | 18         | 16         |
| 2019                                                                            | 28 000               | 128 120   | 21.9           | 17         | 11            | 6             | 1647                     |                      | 6          | 17         | 16         |
| 2021                                                                            | 27 596               | 126 105   | 21.9           | 17         | 14            | 3             | 1623                     |                      | 3          | 11         | 16         |
| 2023                                                                            | 28 040               | 128 180   | 21.9           | 16         | 14            | 2             | 1752                     |                      | 2          | 10         | 16         |
| Fuente: Catholic-Hierarchy, que a su vez toma los datos del Anuario Pontificio. |                      |           |                |            |               |               |                          |                      |            |            |            |

## Episcopologio
- William Bernard Kelly † (21 de marzo de 1898-26 de diciembre de 1921 falleció)
- Richard Ryan, C.M. † (30 de enero de 1923-10 de marzo de 1926 nombrado obispo de Sale)
  - Sede vacante (1926-1930)
- James Patrick O'Collins † (11 de febrero de 1930-23 de diciembre de 1941 nombrado obispo de Ballarat)
- Alfred Joseph Gummer † (24 de febrero de 1942-5 de abril de 1962 falleció)
- Francis Xavier Thomas † (18 de junio de 1962-31 de julio de 1981 retirado)
- William Joseph Foley † (13 de julio de 1981-26 de octubre de 1983 nombrado arzobispo de Perth)
- Barry James Hickey (22 de marzo de 1984-23 de julio de 1991 nombrado arzobispo de Perth)
- Justin Joseph Bianchini (25 de marzo de 1992-15 de mayo de 2017 retirado)
- Michael Henry Morrissey, desde el 15 de mayo de 2017